# Парк піонертабору «Чайка»
Парк піонертабору «Чайка» — колишній парк-пам'ятка садово-паркового мистецтва місцевого значення на території острова Хортиця у місті Запоріжжя, загальною площею 5,7 га.

## Історія
25 вересня 1984 року, відповідно з рішенням Запорізького облвиконкому № 135, був оголошений парком-пам'яткою садово-паркового мистецтва.
24 грудня 2002 року Запорізька обласна рада ухвалила рішення № 12 «Про внесення змін  і доповнень до  природно-заповідного фонду області», яким було ліквідовано 41 об'єкт ПЗФ, в тому числі і парк піонертабору «Чайка». Скасування статусу відбулось через приєднання території парку до заказника загальнодержавного значення «Дніпровські Пороги».